# ملیلی
ملیلی (به ایتالیایی: Melilli) یک کومونه در ایتالیا است که در استان سیراکوز واقع شده‌است.

## خصوصیات
ملیلی ۱۳۶٫۰ کیلومترمربع مساحت و ۱۲٬۵۵۵ نفر جمعیت دارد و ۳۱۰ متر بالاتر از سطح دریا واقع شده‌است.

## خواهرخوانده
شهر میدل‌تاون، کنتیکت خواهرخواندهٔ ملیلی هست.